# Proechimys oconnelli
Proechimys oconnelli (щетинець О'Конела) — вид гризунів родини щетинцевих, який мешкає в центральній Колумбії на схід від Кордильєра-Орієнталь. Виявляється, від 0 до 500 м над рівнем моря. Каріотип: 2n=32, FN=52.

## Етимологія
Вид названий на честь Жофруа М. О'Конела (Geoffroy M. O'Connell, дати не знайдені), натураліста, в першу чергу орнітолога, який був пов'язаний з Американським Музеєм Натуральної Історії. Був одним із співавторів книг: The Distribution of Bird-life in Colombia: A Contribution to a Biological Survey of South America (1917), The Distribution of Bird-life in Ecuador: A Contribution to a Study of the Origin of Andean Bird-life (1926). Типовий зразок щура був зібраний у 1913 році під час однієї з експедицій Американського Музею Природної Історії. О'Коннелл був у цій експедиції із завданням збору ссавців, і Аллен, який описав гризуна, написав експедиційну доповідь. 

## Поведінка
Цей щур нічний, наземний і солітарний. Харчується насінням, фруктами, в меншій мірі листям і комахами. Трапляється в незайманих лісах.

## Загрози та охорона
Загрози для цього виду, якщо такі є, невідомі.